# Petrosaurus
Petrosaurus es un género de lagartos de la familia Phrynosomatidae. Se distribuyen por California (Estados Unidos) y México.

## Especies
Listadas alfabéticamente:
- Petrosaurus mearnsi (Stejneger, 1894)
- Petrosaurus repens (Van Denburgh, 1895)
- Petrosaurus thalassinus (Cope, 1863)